# Michel G. Bergeron
Pour les articles homonymes, voir Michel Bergeron et Bergeron.
Michel G. Bergeron (né le 25 novembre 1943 à Québec) est un médecin et infectiologue québécois.

## Biographie et carrière
Il est fondateur et directeur du Centre de recherches en infectiologie de l'Université Laval, l'un des plus importants au monde dans le domaine de l'étude des maladies infectieuses, regroupant quelque 250 personnes, dont des chercheurs de 19 pays.
Dans sa jeunesse, il fréquente l'Institut Saint-Joseph. Il fait son cours classique à l'Académie de Québec. Parallèlement, il suit une formation de trompettiste au Conservatoire de musique. Hésitant entre une carrière musicale et la médecine, il opte pour cette dernière en 1964. Il étudie la médecine à l'Université Laval de 1964 à 1968.  Il obtient une maîtrise à l’Université Laval et se spécialise en médecine interne et en maladies infectieuses à l'université McGill. Il effectue ses études post-doctorales au New England Medical Center de l'université Tufts et au Massachusetts Institute of Technology (MIT), à Boston, où il côtoie Salvador Luria.
Il est professeur titulaire à la faculté de médecine de l'Université Laval. Il est auteur ou coauteur de plus de 407 publications scientifiques, 45 chapitres de livres, de plus de 1 100 présentations et invitations à des symposiums et de 81 présences en tant que modérateur lors de symposiums. Il détient également 25 brevets. Jusqu'en 1985, il travaille sur les infections rénales et la pharmacologie des antibiotiques.
En 1974, il fonde le Centre de recherche en infectiologie (CRI) du CHUL. Aujourd'hui, le CRI compte 21 chercheurs et cliniciens et jouit d'un financement de plusieurs dizaines de millions de dollars par année,. 
Ses recherches récentes portent notamment sur la pathogénèse de la pneumonie à pneumocoque, sur l'immunociblage du virus de l'immunodéficience humaine (VIH) et sur le développement de tests à base d'ADN pour l'identification des pathogènes et de leurs gènes de résistance aux antibiotiques. Ces travaux combinent génomique, puces à ADN, microfluidique et nanotechnologie. La recherche vise entre autres l'élaboration d'un programme de détection des acides nucléiques utilisant les propriétés des biocapteurs polymères cationiques pour détecter les acides nucléiques non étiquetés, contribuant à raccourcir le délai d’obtention des résultats. L'un des objectifs est de mettre cette détection rapide à la portée du patient directement au cabinet du médecin. Avec son équipe, il développe un microbicide vaginal ayant pour but de prévenir la transmission du VIH et des autres maladies transmissibles sexuellement, en phase d'investigation clinique au Cameroun.
Ses recherches visant à l'amélioration des tests à base d'ADN l'ont mené à créer en 1995 une compagnie nommée GenePOC Diagnostics Inc. Cette dernière, basée dans le parc technologique du Québec métropolitain a développé une machine capable de diagnostiquer n'importe quelle infection connue en moins d'une heure. Cette invention permet d'effectuer un diagnostic directement dans les cliniques au lieu de devoir envoyer des échantillons d'ADN dans d'autres hôpitaux pour analyse, procédure pouvant durer plusieurs jours, ce qui fait gagner du temps aux patients. Ladite machine est facile d'utilisation, ne nécessitant qu'une préparation en quatre étapes ne durant que trois minutes au total. La rapidité et la précision du processus permettent de traiter un patient avec le médicament approprié et dans un temps record, évitant la possible dégradation de sa santé. Le test IDI-Strep B, qui détecte les infections à streptocoque de groupe B chez les nouveau-nés, est le premier test de détection d'acides nucléiques microbiens par PCR en temps réel approuvé par la FDA,. Le Dr Bergeron et son équipe mettent ensuite au point plusieurs tests de diagnostic rapide des infections, notamment pour la bactérie Clostridium difficile.
En 2016, une nouvelle espèce de bactérie de la flore vaginale, découverte au Centre de recherche en infectiologie, est nommée Criibacterium bergeronsis en l'honneur de Michel Bergeron.

## Distinctions
- 2003 - Prix de l'œuvre scientifique de l'Association des médecins de langue française du Canada[14]
- 2005 - Prix Wilder-Penfield[2]
- 2007 - Prix Biotechnologie de demain, de Génome Québec[15]
- 2008 - Officier de l'Ordre national du Québec[16]
- 2009 - Médaille de service de l'Association médicale canadienne[17]
- 2010 - Membre de l'Ordre du Canada[18]
- 2016 - Prix d'innovation Ernest C. Manning, Prix principal[19]
- 2017 - Lauréat du Temple de la renommée médicale canadienne[20]
- Fellow du Royal College of Physicians of Canada (FRCPC).